# Zairebiantes microphthalmus
Sous-famille
Genre
Espèce
Zairebiantes microphthalmus, unique représentant du genre Zairebiantes et de la sous-famille des Zairebiantinae, est une espèce d'opilions laniatores de la famille des Biantidae.

## Distribution
Cette espèce est endémique du Sud-Kivu au Congo-Kinshasa. Elle se rencontre vers Mwenga.

## Description
Le mâle holotype mesure 0,9 mm et la femelle paratype 1,1 mm.

## Publication originale
- Kauri, 1985 : « Opiliones from Central Africa. » Annalen - Koninklijk Museum voor Midden-Afrika, vol. 245, p. 1–168.